# Liisa Turmann
Liisa Turmann (ur. 3 grudnia 1990 w Tallinnie) – estońska curlerka, w sezonie 2022/23 grająca na pozycji trzeciej w drużynie jej siostry, Marie Kaldvee.
Liisa Turmann gra w curling od 18. roku życia. Reprezentowała Estonię na mistrzostwach Europy w latach 2010 (skip Küllike Ustav), 2018 (skip Marie Turmann), 2019 (Marie Turmann) i 2021. W 2021 pod nieobecność siostry grała jako skip. Jej drużyna z bilansem 0-9 zajęła ostatnie miejsce, co oznaczało spadek do dywizji B. W 2023 Estonki zwyciężyły w mistrzostwach w dywizji B.

## Życie prywatne
Jej siostrą jest Marie Kaldvee. Mieszka w Järveküla. Z zawodu jest kelnerką.